# Torpilleur No 4
Le torpilleur N° 4 fait partie des 7 torpilleurs du programme de 1876 de la marine française. 
Il avait deux gros défauts : une stabilité et une provision d'eau pour la chaudière insuffisantes.
Défauts  :
- le déplacement simultané de plusieurs hommes d'un bord à l'autre risquait de faire chavirer le bâtiment ;
- l'autonomie de la chaudière, pour une vitesse de 13 nœuds, était limitée à 45 min.

## Carrière
En décembre 1879, il fut considéré comme « inutilisable » puis transformé  en « aviso de flottille ».
Il fut baptisé Djoué et envoyé au Congo comme bâtiment de servitude.